# Woman (låt av Toni Braxton)
"Woman" är en ballad framförd av den amerikanska R&B-sångerskan Toni Braxton, skriven av Steve Mac och producerad av David Foster för sångerskans sjätte studioalbum Pulse. Låten släpptes som en promosingel den 28 juni 2010 och blev albumets fjärde  och sista singel.
Låten hade obefintlig kommersiell framgång i USA.

## Musikvideo
Musikvideon för "Woman" visar ett liveframträdande av låten.

## Format och innehållsförteckningar
- Digital nedladdning

1. "Woman" - 3:51